# Eckener Point
Der Eckener Point (englisch, in Argentinien Cabo Eckener ‚Kap Eckener‘) ist eine Landspitze an der Danco-Küste des Grahamlands auf der Antarktischen Halbinsel. Sie markiert die Nordostseite der Einfahrt zur Charlotte Bay und die Ostseite der Einfahrt zur Latinka Cove.
Teilnehmer der Belgica-Expedition (1897–1899) unter der Leitung des belgischen Polarforschers Adrien de Gerlache de Gomery nahmen die erste grobe Kartierung vor. Das UK Antarctic Place-Names Committee benannte sie 1960 nach dem deutschen Luftschiffpionier Hugo Eckener (1868–1954).